# Michael Becker (Fußballspieler)
Michael Becker (* 11. September 1962) ist ein ehemaliger deutscher Fußballspieler.

## Sportlicher Werdegang
Becker spielte in der Jugend bei TuS Wöllstein und der SpVgg Siefersheim, ehe er 1979 zu Eintracht Bad Kreuznach kam. Für den Klub lief er in der ein Jahr zuvor neu geschaffenen Amateur-Oberliga Südwest auf. Dabei platzierte er sich mit der Mannschaft vornehmlich im vorderen Tabellenmittelfeld, stand aber zeitweise mit ihr auch im Abstiegskampf.
Im Sommer 1985 wechselte Becker zum Ligarivalen 1. FSV Mainz 05. Unter Trainer Horst-Dieter Strich gehörte er auf Anhieb zu dem Stammkräften, ehe er nach einer im März 1986 zugezogenen Verletzung zeitweise ausfiel. Im Endspiel um den Südwestpokal 1985/86 kehrte er im Juli aufs Spielfeld zurück, mit einem 7:1-Erfolg – das Sturmduo aus Karl-Helmut Mähn und Armin Maier traf jeweils drei Mal – über den Ligakonkurrenten Hassia Bingen gewann er den Titel. Nach jeweils fünften Plätzen in seinen ersten beiden Mainzer Jahren war er in der Spielzeit 1987/88 in allen 34 Saisonspielen in der Startformation gestanden, als der Klub die Oberligameisterschaft gewann und in die Aufstiegsrunde zur 2. Bundesliga einzog. Gegen Viktoria Aschaffenburg, die SpVgg Unterhaching und FV 09 Weinheim wirkte er in den ersten fünf Partien mit, ehe vorzeitig der Aufstieg feststand. Nach dem Aufstieg kehrte Horst Hülß als Cheftrainer zu den 05ern zurück und unter diesem rückte Becker ins zweite Glied. Zwar kam er regelmäßig zum Einsatz, nach Startelfeinsätzen in den ersten vier Partien der Zweitligasaison 1988/89 kam er fortan von der Ersatzbank. Im Februar 1989 eiste der Klub Robert Jung vom Drittligisten SC Birkenfeld als Nachfolger des geschassten Hülß los. Unter diesem kehrte Becker zeitweise wieder in die Startelf zurück, der Klub verpasste jedoch den Klassenerhalt.
In der Oberliga-Spielzeit 1989/90 war Becker wieder unumstrittener Stammspieler und bestritt 31 Saisonspiele. Als Meister spielte der Verein in der Aufstiegsrunde um den direkten Wiederaufstieg. Im dortigen Auftaktspiel verletzte sich Becker beim 1:0-Auswärtserfolg beim SSV Reutlingen 05 und musste nach 14 Minuten durch Guido Schäfer ersetzt werden. Nachdem die Mannschaft das folgende Heimspiel gegen den 1. FC Schweinfurt 05 sowie Hin- und Rückspiel gegen Rot-Weiß Frankfurt gewonnen hatte, kehrte er bereits als Aufsteiger feststehend beim Rückspiel gegen die „Schnüdel“ als Einwechselspieler für Schäfer aufs Spielfeld zurück. In der Zweitligasaison 1990/91 fand er sich anfangs erneut in der Rolle des Ergänzungsspielers wieder, konnte sich aber im zweiten Saisondrittel als Stammspieler etablieren. Im Sommer 1992 übernahm Josip Kuže das Traineramt beim Klub, unter dem Becker aus der Mannschaft rutschte und in der Spielzeit 1992/93 bei sieben seiner zehn Saisoneinsätze eingewechselt wurde. Zu Beginn der folgenden Spielzeit stand er wieder in der Startformation, zog sich aber im dritten Pflichtspiel bei einer 3:4-Niederlage beim SpVgg Plattling in der ersten Runde des DFB-Pokals 1993/94 eine Verletzung zu. Letztlich bestritt er 14 Meisterschaftsspiele in der 2. Bundesliga.
Ab Sommer 1994 verließ Becker nach 229 Ligaspielen und 19 Toren, davon 112 Spiele und sechs Tore in der 2. Bundesliga, den 1. FSV Mainz 05 und ließ seine Karriere bei Hassia Bingen in der nach der Einführung der drittklassigen Regionalliga nun viertklassigen Oberliga Südwest ausklingen. 1998 beendete er dort seine aktive Laufbahn.